# Męczeństwo Bartłomieja
Męczeństwo Bartłomieja – apokryf Nowego Testamentu.

## Charakterystyka
Tekst apokryfu zachował się u Pseudo-Abdiasza w języku greckim, prawdopodobnie będącym przekładem z łaciny. Kanwą utworu jest pobyt Bartłomieja w Indiach (przy czym pojęcie to jest nieostre), który oczyścił świątynię Asztarty, uzdrawiał chorych i ewangelizował. Do grona nawróconych dołączył między innymi król Polymios z rodziną. Wskutek tych wydarzeń kapłani indyjscy wnieśli skargę u brata Polymiosa, króla Astrigesa, zarzucając apostołowi czarnoksięstwo i niszczenie bogów. W efekcie Bartłomiej został pobity i zginął poprzez ścięcie. Po tych wydarzeniach Astriges umarł, a Polymios został konsekrowany na biskupa.